# Ари (Италия)
 Тази статия е за селото в Южна Италия.  За рода папагали вижте Ари.  За българския певец вижте Аспарух Лешников.
А̀ри (на италиански: Ari) е село и община в Южна Италия, провинция Киети, регион Абруцо. Разположен е на 289 m надморска височина. Населението на общината е 1149 души (към 2010 г.).